# Póster científico

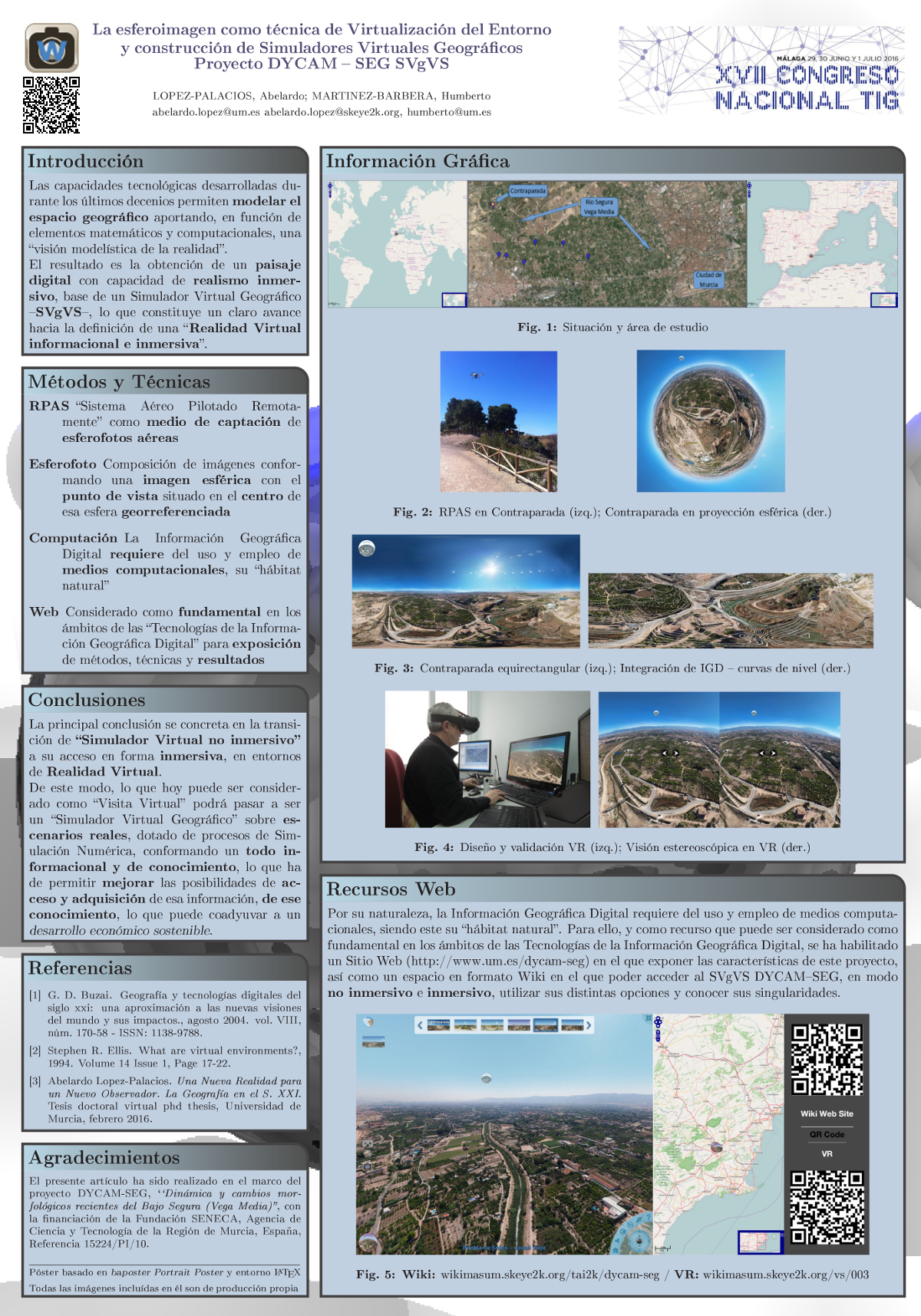
Póster sobre la esferoimagen o imagen omniorámica para el XVII Congreso Nacional TIG (España, 2016)

Un póster científico o póster académico es una forma de presentar la información que resulta de una investigación académica. Suele ser presentado por un individuo o grupo de investigadores en un congreso o conferencia con un enfoque académico. Las sesiones de póster suelen ser populares en los congresos científicos, especialmente en las áreas de geología y medicina. También se utilizan póster electrónicos que se exhiben o se proyectan en pantallas. Las medidas o formato de papel suele ser DIN A0 o DIN A1.   
A diferencia de un cartel, cuyo objetivo primordial es publicitario, la finalidad del póster, un "cartel que se fija en la pared sin finalidad publicitaria o habiendo perdido ese carácter", es resumir, de forma accesible, física y conceptualmente, los procesos y resultados de una investigación, exponiéndose en salas o zonas a ello destinadas y consultándose, de modo específico, en una Sesión de Pósteres.
Un póster científico, de modo general, no está sujeto a revisión por pares dado que se trata de un resumen de una comunicación o ponencia, la cual sí ha sido sometida a esa revisión para su aceptación en ese congreso o simposium.

## Características

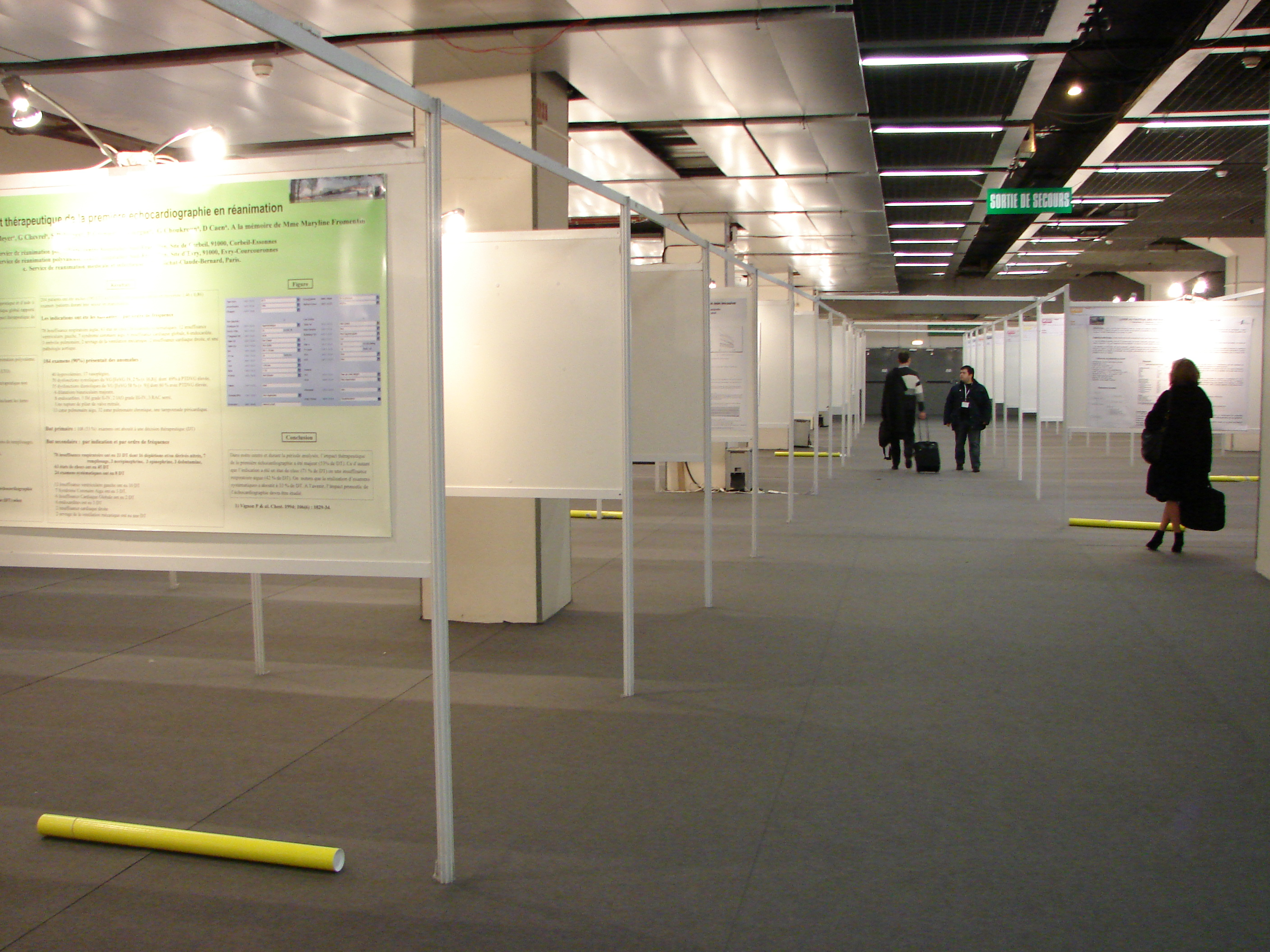
Sala o área de Pósteres

### Autor
Un póster científico es presentado por el autor principal de la ponencia o comunicación de referencia, pudiendo este actuar en su propio nombre, si es un autor único, o en representación del grupo de investigadores firmantes de esa ponencia.
Este investigador o grupo es el responsable del diseño y composición del póster, de acuerdo a una serie de normas propias del congreso y/o de uso general, pretendiendo transmitir los métodos y resultados de la investigación, de forma resumida y adaptada al tamaño del póster, resultando, simultáneamente, atractivo para las personas que participen en el congreso, de modo que atraiga su atención.
Así, se requiere de una serie de habilidades en el diseño y composición del póster.

### Tamaño, tipografía y soporte

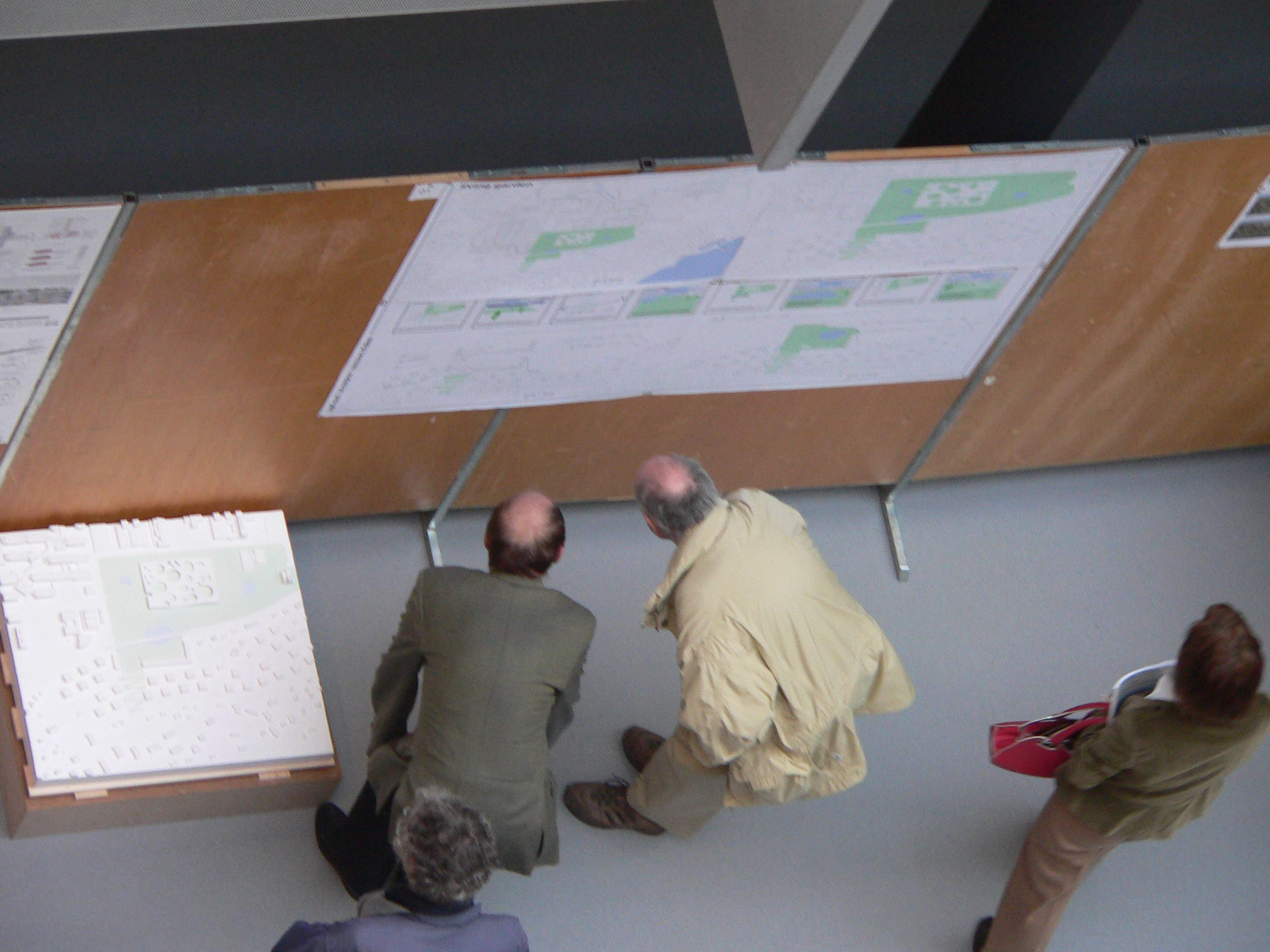
Consulta de Póster

- El tamaño del póster suele ser establecido por la organización del congreso, siendo un tamaño habitual 1000 mm x 700 mm, pero dependiendo esto de diversos factores, como tamaño de expositores, sala o área de exposición, etc.

- La tipografía ha de resultar accesible y agradable para al lector, quién lo va a consultar, en una primera aproximación, a unos 2 metros de distancia. La relación entre títulos, gráficos, imágenes, texto en general, márgenes y otros elementos de maquetación, ha de mantener una proporción que resulte agradable y atractiva, sobre todo informadora, ante los posibles lectores.

- El soporte sobre el que sea impreso también suele ser establecido por la organización del congreso, determinando un gramaje mínimo y, en su caso, otras características, como plastificado u otro tipo de laminación que permita, por ejemplo, su durabilidad.

### Formatos
Aun cuando los más habituales pósteres científicos se suelen presentar en formato papel, existe una cierta tendencia hacia los pósteres electrónicos, también e-póster, que se exhiben o se proyectan en pantallas.
Estos pósteres pueden ser la misma presentación, en formato digital, que se usa como apoyo a una comunicación oral sobre el tema de investigación de referencia.
Este método resulta incompatible, salvo la disposición de una infraestructura computacional adecuada, con el objetivo perseguido en la sesión de pósteres, en la que el autor o responsable se encuentra próximo a su expositor, a disposición de los asistentes, con el objetivo de aclarar dudas, ampliar información o, simplemente, darse a conocer.

## Recursos
Para la concepción y diseño de un póster científico existen muy diversos recursos de consulta en la red, obteniéndose, con un simple buscador, multitud de resultados, siendo una opción muy valorada el empleo de beamer, una clase de LaTeX para el diseño y creación de presentaciones y  pósteres.